# Zwartstaartprairiehond
De zwartstaartprairiehond (Cynomys ludovicianus) is een marmotachtig knaagdier uit het geslacht der prairiehonden (Cynomys). Hij komt voor op de prairies van Noord-Amerika.

## Beschrijving
De zwartstaartprairiehond heeft een zandkleurig bruine vacht, met een wittige buik. De oren zijn kort en rond en de ogen groot en zwart. De dunne, korte staart heeft een zwarte punt. Hieraan dankt de soort zijn naam. Hij wordt ongeveer dertig centimeter lang en 900 tot 1360 gram zwaar.

## Leefgebied en verspreiding
De prairiehond heeft een voorkeur voor met kort gras begroeide prairies, en komt voor van Oost-Montana, het zuidwesten van North Dakota en het zuiden van Saskatchewan, zuidwaarts tot Zuidoost-Arizona, New Mexico, Noordwest-Texas en het uiterste noorden van Mexico. Vroeger kwamen ze voor over de gehele Great Plains.

## Leefwijze

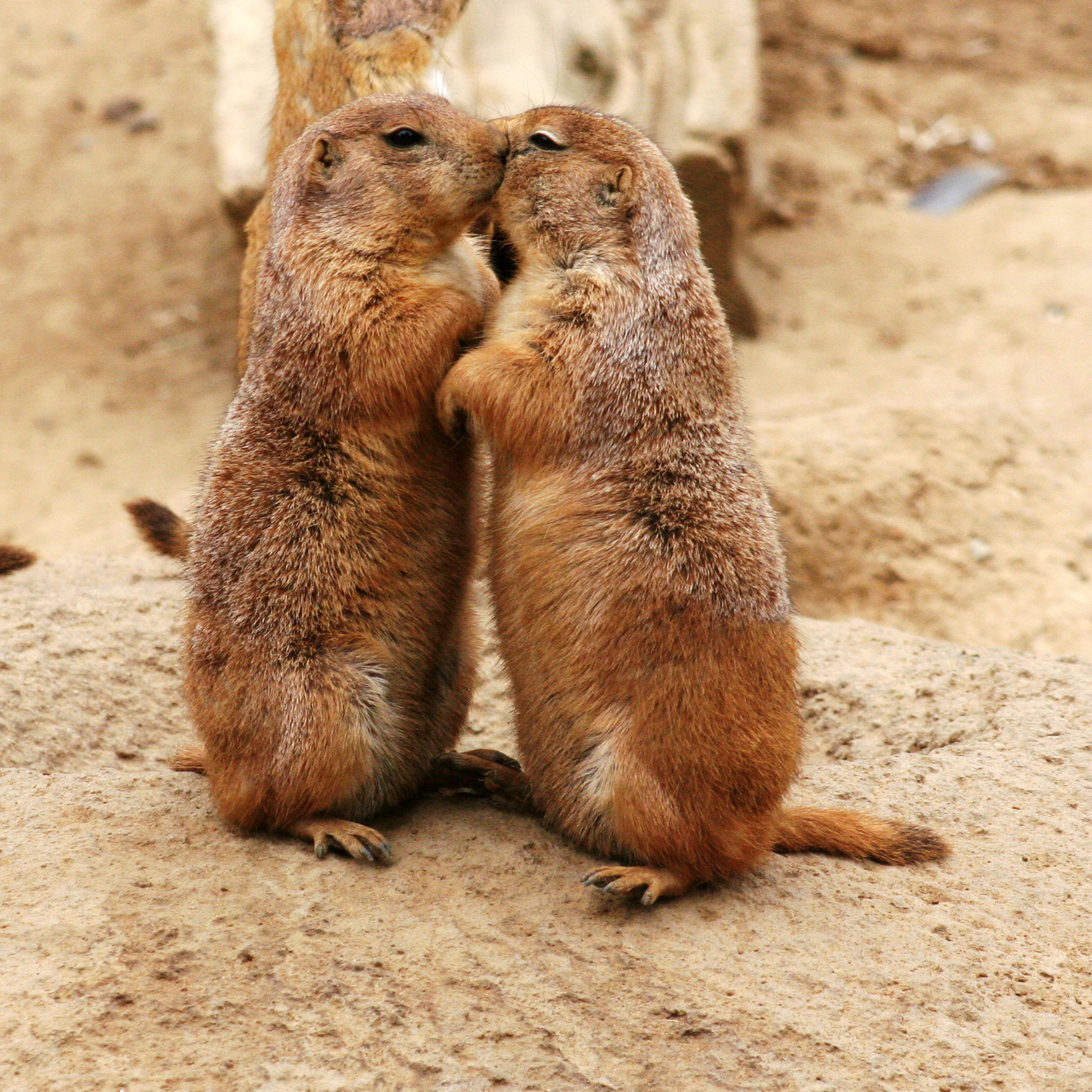
Zoenende zwartstaartprairiehonden

De zwartstaartprairiehond leeft van de groene delen van de plant, vooral grassen, maar ze eten ook insecten als sprinkhanen en zelfs een enkele keer aas. Ze eten eerst alle vegetatie rond het hol weg, om zo eventuele schuilplaatsen van roofdieren te verwijderen.
De zwartstaartprairiehond is een dagdier. Onder normale omstandigheden is hij de gehele dag actief, maar in heet weer komt de prairiehond alleen 's ochtends en 's avonds buiten zijn hol. Overdag schuilt hij dan voor de zon in de ondergrondse gangen. In koude winters blijft hij enkele dagen in zijn hol, en gaat dan voor enkele dagen in torpor. De prairiehond teert dan op een vetlaag die ze in de herfst hebben opgebouwd.

## Voortplanting
De paartijd is in februari en maart. Na een draagtijd van dertig dagen worden vier tot vijf jongen geboren. De jongen worden doof, blind en naakt geboren. Prairiehonden krijgen slechts één nestje per jaar. Na zes weken verlaten de dieren voor het eerst het ouderlijk nest. Als ze tien weken oud zijn, kunnen ze voor zichzelf zorgen, en na zes maanden zijn ze volgroeid. Als de jongen twee jaar oud zijn, verlaten ze het ouderlijk nest en stichten ze hun eigen coterie.

## Leven in de grote stad
Prairiehonden leven in enorme groepen in ondergrondse gangenstelsels, steden of towns genaamd, die uit enkele duizenden dieren kunnen bestaan en meer dan 40 hectare kunnen beslaan. Deze steden bestaan uit enkele wijken, wards genaamd, die weer zijn onderverdeeld in enkele coteries, die bestaan uit een familiegroepje van één mannetje, één tot vier vrouwtjes en hun jongen. De prairiehonden gaan zelden ver van hun hol.
Het zijn sociale dieren, die leden van dezelfde ward begroeten met een "kus", waarbij de dieren elkaar met de snuit aanraken. Andere vormen van sociaal contact zijn het verzorgen van elkaars vacht en het samen graven van gangen. Ook houden ze contact met elkaar door middel van geluiden.
Er zijn minstens negen verschillende geluiden bekend. Het bekendste is het blaffen, waaraan het dier zijn naam ontleent. Het is echter geen hond, maar een grondeekhoorn. Ook zijn er alarmsignalen, voor het geval dat er vijanden komen.
Een in- en uitgang naar de ondergrondse stad is een kegelvormige hoop van ongeveer 30 centimeter hoog en 60 centimeter breed. Deze ingangen zijn hoger om te voorkomen dat er water in de stad loopt. Ook worden ze gebruikt als uitkijkposten, waarvanaf eventuele vijanden kunnen worden gespot. De hopen zijn van afwisselende hoogte. Hierdoor loopt er steeds lucht door de gangen, die zo worden geventileerd.
Direct onder de ingang loopt een korte, zijdelings lopende gang, die tot één tot anderhalve meter diep loopt. In deze gang luisteren de prairiehonden. Op vier meter diepte loopt een lange, horizontale tunnel. Langs deze tunnels liggen verscheidene nestkamers. De nestkamers zijn bekleed met droog gras. Ook ligt er aan deze gang een toilet, waarin de prairiehond zijn behoefte doet. De prairiehond bedekt zijn uitwerpselen met aarde. Als het toilet vol is, graaft de prairiehond een nieuw toilet.

## Gevaren
De zwartstaartprairiehond wordt zeven tot acht jaar oud. Natuurlijke vijanden zijn vooral de vos en de zilverdas, maar ook de coyote, rode lynx, arenden, buizerds en slangen doden weleens een prairiehond. De belangrijkste natuurlijke vijand van de prairiehond was de zwartvoetbunzing, maar deze soort is in het wild uitgestorven, mede doordat het aantal prairiehonden is gedaald.
In de negentiende eeuw, toen veel prairie werd omgezet in landbouwgrond, nam het aantal prairiehonden enorm toe, mede door de afname van het aantal bizons, een voedselconcurrent. Nu waren de prairiehonden echter zelf een belangrijke voedselconcurrent voor het rundvee van de boeren. Er begon een grootschalige verdelgingscampagne, waarbij veel prairiehonden werden vergiftigd.
Tegenwoordig wordt de zwartstaartprairiehond in zijn leefgebied onder meer verstoord door autoverkeer, dat een gedragsverandering bij de dieren veroorzaakt: ze spenderen meer tijd ondergronds.